# Rashomon – Das Lustwäldchen
Rashomon – Das Lustwäldchen (japanisch 羅生門, Rashōmon) ist ein japanischer Spielfilm aus dem Jahr 1950. Er beruht auf den Kurzgeschichten Rashomon (1915) und Im Dickicht (1922) von Akutagawa Ryūnosuke. Die Regie führte Akira Kurosawa, der gemeinsam mit Shinobu Hashimoto auch das Drehbuch schrieb.
Der Film wird als Meilenstein in der internationalen Filmgeschichte und als früheste erfolgreiche Verbindung zwischen traditionellen japanischen Motiven und europäischer Filmkunst bewertet, stellt jedoch die Handlung ausschließlich aus der Sicht des japanischen Wertesystems dar. Diese Merkmale wurden von Kurosawa zeitlebens vor allem auch in im Westen sehr bekannt gewordenen Produktionen sichtbar. Regie und schauspielerische Leistungen waren für die spätere Entwicklung des Genres richtungsweisend. Die Handlung des Filmes wurde in der westlichen Kultur häufig diskutiert. Der Rashomon-Effekt leitet sich ebenfalls von dem Film ab. Soziale Aktionen werden von verschiedenen Personen völlig unterschiedlich wahrgenommen, was sich sogar auf die Erinnerungen auswirkt. Dieser Effekt wird im Film illustriert und wird in den Sozialwissenschaften, Rechtswissenschaften und der Philosophie so bezeichnet. Zudem wurde der Film fünf Jahre nach Ende des Pazifikkrieges veröffentlicht und daher auch als Auseinandersetzung mit Fragen nach Schuld, Ursache und Wahrheit in Verbindung mit schweren Verbrechen diskutiert.

## Handlung
Die Handlung hat nichts mit der Rashōmon-Legende zu tun, sondern benutzt sie nur als Handlungsrahmen. Die Legende spielt in einer Untergangs- oder Endzeitstimmung, für die in der japanischen Literatur die ausgehende Heian-Zeit steht. Es geht im Film um die Darstellung der Vergewaltigung einer Frau und der Ermordung ihres Mannes, eines Samurai.
Der Film besteht aus drei vollständig voneinander getrennten Ebenen: Der Rahmenhandlung am Rashōmon, einer Handlung vor einem Gericht sowie der Haupthandlung, die während des Filmes viermal in verschiedenen Versionen wiederholt wird, und zwar erzählt jeder der drei am Tathergang Beteiligten eine andere Version des Tatverlaufs; dazu kommt noch die Erzählung eines passiven Zeugen, eines Holzfällers.

### Rahmenhandlungsebene
Rollen: Mönch, Holzfäller und Bürger
Zunächst wird die Rahmenhandlung aus dem Zusammentreffen eines Mönches, eines Holzfällers sowie einer nicht näher charakterisierten Figur, eines Bürgers, an einem historischen Tor namens Rashōmon entwickelt, wobei der Bürger sich die beiden anderen Handlungsebenen (Gerichtsverhandlung und Haupthandlung) erzählen lässt. Die Geschehnisse spielen in der Mitte des 12. Jahrhunderts in der Nähe der Stadt Kyōto, als das genannte Tor bereits erhebliche Erdbebenschäden und Zerfallsspuren aufweist und verlassen mitten im Wald steht. Die Figuren treffen während eines schweren Unwetters dort zusammen, weil sie Unterschlupf suchen und kommen miteinander ins Gespräch.
Zunächst werden Erzählungen von Erzählungen ausgetauscht. Im späteren Filmverlauf, nachdem die beiden anderen Handlungsebenen weit entwickelt sind, stellt sich heraus, dass der Holzfäller eigene Beobachtungen gemacht hat, die er aber nur zögernd preisgibt.

### Handlungsebene vor Gericht
Rollen: Mönch, Holzfäller, Bandit, Frau, Samurai in Gestalt der Geisterfrau und ein Polizist.
Die Gerichtsverhandlung ist eine der beiden Handlungsebenen, die Mönch und Holzfäller dem Bürger am Rashōmon erzählen. Über ihren Ablauf gibt es keine Meinungsverschiedenheiten. Während der Verhandlung treten die Beteiligten am Verbrechen (Frau, Samurai und Bandit) auf und schildern den Tathergang aus ihrer Sichtweise in drei völlig unterschiedlichen Versionen, von denen jede stringent und folgerichtig ist, den andern beiden aber widerspricht. Das Verbrechensopfer, der Samurai, spricht vor Gericht durch ein Medium (Miko) aus dem Jenseits.
Das Gericht ist stark stilisiert und bleibt für den Zuschauer unsichtbar. Die Akteure handeln frontal vor der Kamera und sprechen den Zuschauer so an, als sei er der Richter selbst. Die Fragen des Richters werden von den Akteuren gestellt. Ein Stilmittel der japanischen Theaterkunst, Wortwiederholungen, wird hier erstmals erfolgreich filmisch umgesetzt.
Mönch und Holzfäller sind als Zeugen anwesend. Wir erfahren, dass ein Polizist den Räuber gefangen genommen hat, als dieser vom Pferd stürzt. Der Holzfäller hat die Leiche gefunden. Dass er auch Zeuge des Verbrechens ist, verschweigt er vor Gericht, da er möglichst wenig damit zu tun haben möchte. Er nimmt für sich in Anspruch, als völlig Unbeteiligter die reine Wahrheit zu kennen, erzählt seine Version aber erst später am Rashōmon auf Drängen des Bürgers.

### Haupthandlungsebene
Rollen: Bandit, Frau und Samurai
Die Haupthandlung spielt in einem nicht näher lokalisierten „Wald der Dämonen“ an der Straße zwischen Sekiyama und Yamashina. Sie wird insgesamt von vier Figuren in vier unterschiedlichen Versionen erzählt, wobei jede Version von subjektiven Interessen geprägt ist. Im Vordergrund steht dabei nicht Schuld und Unschuld, sondern Schande und Ehre: Alle drei an dem Verbrechen beteiligten Figuren nehmen für sich selbst in Anspruch, die Ermordung des Samurai durch ihr Verhalten erst ermöglicht zu haben; der Samurai behauptet, sich selbst getötet zu haben. Dies spiegelt jene japanischen Moralvorstellungen wider, nach denen ein Gesichtsverlust schwerer wiegt als eine Verurteilung wegen Mordes. Die Version des Holzfällers hingegen lässt keinem der drei Verbrechensbeteiligten einen Funken Ehre. Die dramatische Schlusssteigerung wirft auf das ganze Geschehen ein neues Licht.

#### Unstrittige Sachverhalte
Im Wald der Dämonen wohnt der berüchtigte Bandit Tajōmaru, der dort Reisende überfällt und am Tag des Verbrechens auf den hochgestellten Samurai Takehiro trifft, der mit seinem Pferd und seiner jugendlichen und schönen Frau Masako auf der Durchreise ist. Der Bandit lockt den Samurai mit der Aussicht auf ein gutes Geschäft ins Unterholz, überwältigt und fesselt ihn und vergewaltigt vor dessen Augen die Frau. Danach wird der Samurai erstochen, die Frau flieht, und der Bandit wird drei Tage später festgenommen.
Diese recht konkreten Sachverhalte werden zu keinem Zeitpunkt und von keiner der Figuren infrage gestellt.

#### Die Version des Banditen
Der gefesselt vor Gericht erscheinende Bandit Tajōmaru gibt angesichts seiner sicheren Hinrichtung eingangs an, sich nicht in Lügengeschichten herausreden und vollständig gestehen zu wollen. Er bezichtigt sich selbst, den Samurai ins Unterholz gelockt, gefesselt und die Frau vor den Augen ihres Mannes vergewaltigt zu haben, wobei sie nach einem anfänglichen Messerkampf sich ihm hingegeben habe. Als Tajōmaru schließlich die beiden lebend verlassen will, habe die Frau ihn plötzlich angefleht, sich mit ihrem Mann zu duellieren, da sie nur in Ehre weiterleben könne, wenn lediglich einer der Männer überlebe. Sie wolle sich dem Stärkeren anschließen und notfalls auch als Räuberbraut leben, wenn nur die Außenwelt nichts von der Schande der Vergewaltigung erfahre. Tajōmaru habe daraufhin den Samurai entfesselt und in einem ehrenvollen Schwertkampf auf Leben und Tod nach traditionellen Regeln besiegt, was für beide Seiten respektvoll verlaufen sei. Die Frau sei allerdings geflohen und er habe sie nicht gesucht.

#### Die Version der Frau
Die Frau des Samurai, Masako, liefert einen völlig anderen Bericht: Um ihren Mann zu retten, habe sie sich nach dem Messerkampf dem Banditen hingegeben, der danach verschwunden sei. Ihr so geretteter Mann habe jedoch nur Verachtung für sie übrig gehabt. Auf ihr Flehen um Vergebung und die Bitte um Erlösung durch Tötung, wie das die Tradition erforderte, sei er nicht eingegangen. Masako gibt an, mit ihrem Dolch in der Hand bewusstlos geworden zu sein, und nachdem sie wieder zu sich gekommen sei, ihren Mann erstochen vorgefunden zu haben. Daraufhin habe sie versucht, sich selbst in einem See zu ertränken, was ihr jedoch nicht gelungen sei.
Die Aussage der Frau wird durch eine von Hayazaka im Auftrag Kurosawas komponierte Adaption von Ravels Boléro untermalt, die diesem in allen charakteristischen Merkmalen zum Verwechseln ähnlich ist.

#### Die Version des Samurai
Der Samurai Takehiro, der vor Gericht durch ein Medium aus dem Jenseits spricht, schildert seine schlimme Lage und verflucht den Banditen, mehr noch aber seine Frau Masako. Diese habe sich nicht nur dem Banditen hingegeben, sondern sei anschließend auch auf dessen Angebot eingegangen, sich ihm als Räuberbraut anzuschließen. Als beide schließlich hätten gehen wollen, habe Masako plötzlich vom Banditen die Ermordung ihres wehrlos gefesselten Mannes gefordert, da sie sonst ihre äußerliche Ehre nicht zurückerlangen könne. Aber selbst der Bandit habe sich über diese Forderung entsetzt gezeigt und Masako für diesen Verrat zutiefst verachtet. Schließlich sei Masako geflohen, der Bandit habe den Samurai entfesselt und so zurückgelassen. Er selbst habe weinend mit dem Damendolch Selbstmord durch einen Stich ins Herz begangen.

#### Die Version des Holzfällers
Der Holzfäller tritt auf der Gerichtsebene als Zeuge zunächst nur für den Tatort auf, gesteht aber auf Drängen des Bürgers in der Rahmenhandlung am Rashōmon-Tor, dass er auch den eigentlichen Tathergang beobachtet habe. Seine Erzählung beginnt in dem Moment, als der Bandit Tajōmaru der Frau Schätze und ein redliches Eheleben anbietet, wenn sie sich ihm anschließe. Masako habe jedoch die eigene Entscheidung über ihr Schicksal abgelehnt und stattdessen einen Schwertkampf der beiden Männer auf Leben und Tod gefordert; sie wolle dann beim Sieger bleiben. Darauf hätten die drei jeweils in kurzen Wortgefechten die Situation reflektiert, und beide Männer, der Samurai und der Bandit, hätten zu erkennen gegeben, dass sie nicht gegeneinander kämpfen wollten; beide hätten Masakos Verrat an ihrem Mann missbilligt. Der Bandit sei ein „ehrlicher“ Räuber und habe die Frau nur mit Gewalt oder List rauben wollen, aber dass sie sich zuletzt gegen ihren eigenen Mann gewendet und diesen dem Tod preisgegeben habe, finde er abscheulich. Masako habe daraufhin von ihrem Herrn die Aufforderung zum Selbstmord erhalten, der sie nach dem Kodex des kaiserlichen Japan sofort hätte folgen müssen. Mit dieser Lösung sei Masako aber nicht einverstanden gewesen. Den Tod vor Augen, habe sie ihren Mann mit einer verzweifelten Rede angegriffen und ihm Feigheit vorgeworfen. Bevor er von seiner Frau den Tod verlangen dürfe, müsse er selbst den Banditen besiegen. Dem Banditen wiederum habe Masako vorgehalten, nicht einmal um sie kämpfen zu wollen, obwohl sie doch bereit gewesen sei, ihr Leben mit ihm zu teilen. Eine Frau wolle mit dem Schwert erobert werden.
Der Erzählung des Holzfällers zufolge sei daraufhin eine entwürdigende, den Regeln des ehrenvollen Kampfes absolut nicht entsprechende Rauferei ausgebrochen, in deren Verlauf schließlich der Bandit nur mit Mühe und Not die Oberhand gewonnen und den wehrlos im Gebüsch liegenden Samurai mit dem Schwert erstochen habe. Als nun der Bandit seine Belohnung eingefordert habe, sei Masako davongelaufen.

#### Dramatischer Höhepunkt
Am Rashomon wird die Diskussion des Holzfällers, des Mönchs und des Bürgers über den Bericht des Holzfällers durch das Schreien eines Säuglings unterbrochen. Die drei Männer finden ein ausgesetztes Baby in einem Körbchen, und der Bürger entwendet einen Kimono und ein Amulett, die beide für das Baby bestimmt sind. Der Holzfäller wirft dem Bürger den Raub an einem ausgesetzten Säugling vor, doch der Bürger begegnet ihm mit der Frage nach dem Verbleib des Dolches. Da der Holzfäller darauf nicht antwortet, beschuldigt ihn der Bürger, ebenfalls ein Dieb zu sein. Selbstzufrieden lächelnd und kichernd sieht sich der Bürger in seinen Beobachtungen bestätigt, dass alle Menschen selbstsüchtig nur das eigene Interesse im Sinn hätten.
Der Mönch zeigt sich in seinem Glauben an die Menschheit erschüttert. Er lässt sich jedoch umstimmen, als ihm der Holzfäller den Säugling aus den Armen nimmt. Er lässt sich erweichen, als der Holzfäller ihm erklärt, er habe sechs Kinder zu Hause und da komme es auf ein weiteres nicht an. Diese schlichte Mitteilung kompensiert sozusagen den Diebstahl des Dolches. Der Mönch übergibt das Baby dem Holzfäller und versichert ihm, dass er seinen Glauben an die Menschheit doch nicht aufgeben wolle. In der Schlusseinstellung ist der Holzfäller zu sehen, wie er mit dem Baby im Arm, das nicht mehr weint, nach Hause geht. Es hat auch aufgehört zu regnen, die Wolken haben sich gelichtet und die Sonne hervortreten lassen.

## Interpretation
Tajōmaru rechtfertigt seine verwerflichen Taten damit, dass er eben ein Verbrecher sei, der davon lebe, andere zu berauben. Als Grund für die Vergewaltigung gibt er den großen körperlichen Reiz der jungen Frau sowie die Freude an, die mit der Demütigung des Samurai verbunden gewesen sei, der den Akt mit eigenen Augen habe miterleben müssen. Seine Ehre hält Tajōmaru für unbefleckt, weil er einen fairen Schwertkampf mit offenem Ausgang geführt habe, aus dem er schließlich als Sieger hervorgegangen sei. Damit habe er das Recht des Siegers über die Frau des Besiegten nachträglich erlangt. Seine baldige Hinrichtung akzeptiere er lediglich als Strafe für seinen Lebenswandel, nicht aber für eine etwaige moralische Verfehlung in dem zur Verhandlung stehenden Tatablauf.
Die Frau stellt ihre schicksalhafte Opferrolle ohne eigene Wahlmöglichkeiten heraus. Nach dem aussichtslosen Messerkampf gegen den Banditen habe sie keine andere Möglichkeit gehabt, ihren Mann zu retten, als sich dem Banditen hinzugeben. Damit aber sei sie zwangsläufig entehrt worden. Ihr Schicksal sei durch das Zusammentreffen mit dem Banditen in jedem Fall besiegelt gewesen.
Der Samurai beschuldigt den Banditen lediglich seines gewalttätigen Lebenswandels, nicht aber eines Fehlverhaltens hinsichtlich des klassischen japanischen Ehrenkodex. Der Samurai verzeiht dem Banditen vielmehr, weil dieser den in der japanischen Kultur wesentlich schwerer wiegenden Verrat der Frau an ihrem Gemahl und Herrn nicht toleriert habe. Der Samurai erhält schließlich seine Ehre zurück, da er sich für sein Versagen selbst entleibt und die einzige sichere Möglichkeit nutzt, die Schande eines verlorenen Schwertkampfes mit einem Gesetzlosen auszulöschen. Als weiteres ehrendes Moment habe er seine Entehrung nicht durch die Tötung seiner Frau verheimlicht, was ihm aufgrund der abgeschiedenen Lage des Ortes möglich gewesen sei. Auch die Möglichkeit, statt sich selbst seine Frau als Ehebrecherin zu töten, was einem Lehnsherrn erlaubt gewesen wäre, um in allen Ehren weiterleben zu können, habe er nicht gewählt.
Der Holzfäller beschuldigt alle drei Beteiligten unwürdigster Handlungsweisen. Der Samurai wird als unfähiger Feigling bezeichnet, der nicht kämpfen will und stattdessen seiner Frau den Selbstmord befiehlt. Diese gebe sich einem Fremden hin, verrate ihren Herrn und fordere kurz darauf gleichwohl dessen Pflichten ein. Schließlich habe sie auch noch den Banditen um die zugesagte Gefolgschaft geprellt. Der Bandit schließlich habe sich die Frau gewaltsam genommen, sei nicht zum Kampf bereit gewesen und habe sich ebenso wenig wie der Samurai an faire Kampfregeln gehalten. Um seine Ehre nach außen hin zu retten, verschweigt der Holzfäller allerdings, dass er der Dieb des Dolches ist.

## Bedeutung des Films

### Philosophische Bedeutung
Der Film wurde weltweit vor allem in Bezug auf die Existenz einer objektiven Wahrheit diskutiert.
Die tragenden Themen des Films sind die Begriffe der Erinnerung, der Wahrheit und der Faktizität. Fragen, die der Film aufwirft, sind: Gibt es überhaupt die Wahrheit? Oder nur mehrere ganz persönliche Teilwahrheiten? Die erkenntnistheoretische Ansicht, dass Wahrnehmungen niemals ein exaktes Abbild der Realität liefern, steht im Mittelpunkt. Jede Person im Film erzählt eine ganz eigene Geschichte, die zwar jeweils in sich schlüssig ist, die aber Sachverhalte, die in den anderen Erzählungen sichtbar werden, auslässt. Dabei reflektiert der Film auch die eigene, objektivierende Funktion des Filmbildes: Einige Zeugenaussagen, die man mündlich wiedergegeben sieht und die als solche zunächst glaubhaft sind, sind selbst nur die Visualisierung von Erinnerungen anderer Personen, die fremde Zeugenaussagen wiedergeben, von denen sie selbst wiederum Zeuge geworden sind. Das faktisch Vorgefallene wird durch seine zunehmende verbale Kommentierung und der Zitation der Kommentierungen immer unergründbarer. Gerade durch diesen sorgfältigen Gang durch die verschiedenen subjektiven „Wahrheiten“ wird jedoch klar, was solche subjektive Wahrnehmung antreibt. Wer diese Botschaft versteht, hat eine Methode gefunden, sich der eigentlichen Wahrheit zu nähern, was weit wichtiger als das korrekte Erkennen des platten oberflächlichen Geschehens ist.
Der jüdische Religionsphilosoph Martin Buber schreibt 1953 in einem Brief an Maurice Friedman: „Könnten Sie mir vielleicht das Buch des japanischen Films Rasummon verschaffen? Ich habe ihn in Los Angeles gesehen, war tief beeindruckt davon und möchte seinen wesentlichen Inhalt benützen, um in einem anthropologischen Kapitel etwas zu veranschaulichen. […] Es ist recht wichtig für mich […].“

### Psychologische Bedeutung
Die psychologische Bedeutung des Films liegt darin, dass er vorführt, wie unterschiedliche Interessenlagen und Motive die Wahrnehmung einer Situation maßgeblich beeinflussen. Aus psychologischer Sicht steht die Existenz der Realität zwar nicht zur Debatte, aber ihre Widerspiegelung durch direkte und indirekte Beobachter, die sich vom Geschehen ihre eigenen gedanklichen Konstrukte bilden, werden bedeutsam. Das Phänomen wird heute mitunter als Rashomon-Effekt bezeichnet, ist jedoch in wissenschaftlich ausgearbeiteter Form in anderen Theorien zum Beispiel als kognitive Verzerrung oder selektive Wahrnehmung bekannt.

### Filmhistorische Bedeutung
Die Struktur des Filmes auf drei Handlungsebenen, die sorgfältige Ausarbeitung der Charaktere, die überaus akribische und detailtreue Umsetzung und die hohe Qualität der schauspielerischen Leistungen waren seinerzeit sehr überraschend. Eine derart hochwertige Produktion aus dem Nachkriegsjapan war im Westen nicht erwartet worden. Der Film machte Akira Kurosawa als Regisseur international bekannt und den Schauspieler Toshirō Mifune zum Weltstar. Eingebettet in die Geschichte einer Wahrheitssuche, zwingt Kurosawas Erzähltechnik den Zuschauer, den eigenen Augen zu misstrauen. Kurosawas formale Neuerungen beeinflussten auch das westliche Kino. Den berühmten Gang des Holzfällers durch den Dämonenwald nahm er zum Beispiel mit mehreren Kameras gleichzeitig auf und montierte die Einstellungen dann zu einem verblüffend gleitenden Bildfluss. Wie spätere Filme von Kurosawa wurde Rashomon in Japan allerdings unterschätzt und wenig bekannt.
2003 erstellte die Bundeszentrale für politische Bildung in Zusammenarbeit mit zahlreichen Filmschaffenden einen Filmkanon für die Arbeit an Schulen und nahm diesen Film in ihre Liste auf. 1964 drehte Martin Ritt unter dem Titel Carrasco, der Schänder (Original-Titel: „The Outrage“) ein nicht sonderlich geglücktes Western-Remake des Films mit Paul Newman in der Rolle des Banditen, Laurence Harvey als Offizier und William Shatner als Mönch.

## Auszeichnungen
Der Film lief 1951 im Wettbewerb der Filmfestspiele von Venedig. Dort konnte er sich unter anderem gegen Billy Wilders Reporter des Satans und den Disney-Zeichentrickfilm Alice im Wunderland durchsetzen und gewann als erster japanischer Film den Goldenen Löwen. Akira Kurosawa und Shinobu Hashimoto wurden 1951 mit einem Blue Ribbon Award für das Beste Drehbuch ausgezeichnet. Machiko Kyō gewann für Rashomon sowie für ihre Darstellung der Masako in Kozaburo Yoshimuras Itsuwareru seiso beim Mainichi-Filmwettbewerb in der Kategorie Beste Darstellerin.
Bei der Oscarverleihung 1952 erhielt der Film einen Ehrenpreis als Bester ausländischer Film. Ein Jahr später, bei der Verleihung im Jahr 1953, war er in der Kategorie Bestes Szenenbild nominiert, der jedoch vom Film Stadt der Illusionen gewonnen wurde. Für den British Film Academy Award war der Film 1953 als Bester Film („Best Film from any Source“) nominiert, das National Board of Review zeichnete ihn 1951 in den Kategorien Beste Regie und Bester ausländischer Film aus.

## Synchronisation
Die erste deutsche Synchronisation basiert auf einer englischen Übersetzung und schleppt zahlreiche Übersetzungsfehler sowie systematische Veränderungen mit und zeigt die damals typischen Mängel in Betonung und Stimmführung. Die Dialoge wurden zugunsten der Lippensynchronität teilweise stark verändert. Der Film wurde im deutschen Fernsehen oft zu später Stunde im Originalton mit Untertiteln gesendet. Es gibt zahlreiche unterschiedliche Sätze von Untertiteln. International wurde auf Synchronisationen meist verzichtet.

## Filmtitel
Der japanische Begriff Rashōmon heißt „Festungstor“ und bezieht sich auf den Ort der Rahmenhandlung, das verfallene Südtor von Kyoto, wo die Protagonisten der Rahmenhandlung Schutz vor einem Wolkenbruch suchen.
Der Untertitel „Das Lustwäldchen“ wurde vom deutschen Verleih für Kinogänger hinzugefügt, die mit dem Begriff Rashomon allein nichts anfangen können, und bezieht sich auf die Erzählung „Im Dickicht“. Ein Lustwäldchen ist allerdings ein für Erholungszwecke angelegter oder genutzter, gut gepflegter kleiner Wald; er enthält in der Regel kein Dickicht, das eher für Naturwälder charakteristisch ist.

## Kritik
„Ein nichtchristliches Dokument von religiöser Tiefe. Ab 18 sehenswert.“

„Kurosawas kunstvoll ziselierter Actionfilm über die Relativität der Wahrheit schloß Japan die Tür zum Weltkino auf. Spannend, expressiv, filmisch außergewöhnlich und von Mifune mit animalischer Ausdruckstechnik glänzend gespielt. (Höchstwertung: 4 Sterne = überragend)“

„Perfekt durchkomponierte Bilder und eine Erzähltechnik mit kunstvoll montierten Rückblenden geben der Geschichte trotz ihrer Komplexität große Spannung. Mit »Rashomon« wird der japanische Film erstmals einem größeren westlichen Publikum zugänglich, das begeistert reagiert.“

### Bücher
- Akira Kurosawa, Donald Richie: Rashomon. Rutgers University Press, 1987, ISBN 0-8135-1180-1.
- Blair Davis, Robert Anderson, Jan Walls (Hrsg.): Rashomon Effects: Kurosawa, Rashomon and their legacies. Routledge, 2015, ISBN 978-1-317-57463-7.
- Parker Tyler: Rashomon as Modern Art. In: Julius Bellone (Hrsg.): Renaissance of the Film. Collier, London 1970, ISBN 0-02-012080-X.
- Leo Waltermann: Rashomon. In: Walter Hagemann (Hrsg.): Filmstudien. Band 3. Emsdetten 1954.
- S. Noma (Hrsg.): Rashōmon. In: Japan. An Illustrated Encyclopedia. Kodansha, 1993. ISBN 4-06-205938-X, S. 1247.

### Buchkapitel und Beiträge anderen Werken
- Akira Kurosawa: So etwas wie eine Autobiographie. Diogenes-Taschenbuch 21993, Zürich 1991, ISBN 3-257-21993-8 (Originaltitel: Gama-no-abura. Übersetzt von Michael Bischoff [aus dem Amerikanischen], Lizenzausgabe des Schirmer/Mosel-Verlags, München 1985).
- Keiko Yamane: Das japanische Kino. Geschichte. Filme. Regisseure. In: Report Film, Schriftenreihe des Deutschen Filmmuseums Frankfurt. Bucher, München / Luzern 1985, ISBN 3-7658-0484-3.
- Karsten Visarius: Rashomon. In: Peter W. Jansen, Wolfram Schütte (Hrsg.): Akira Kurosawa. München 1988.
- James Goodwin: Akira Kurosawa and Intertexual Cinema. Johns Hopkins University Press, Baltimore / London 1993, ISBN 0-8018-4661-7 (englisch).
- Henry Hart: Rashomon. In: Lewis Jacobs (Hrsg.): Introduction to the Art of the Movies. Octagon, New York 1970, ISBN 0-374-94137-8.
- David Howard, Edward Mabley: The Tools of Screenwriting. Saint Martin’s Press, New York, NY 1993, ISBN 0-312-09405-1 (englisch).
- Siegfried Kracauer: Theorie des Films. Die Errettung der äusseren Wirklichkeit. In: Werke. 1. Auflage. Band 3. Suhrkamp, Frankfurt am Main 1973, ISBN 3-518-07245-5 (englisch: Theory of Film. Übersetzt von Friedrich Walter, Ruth Zellschan).
- Peter Wuss: Die Tiefenstruktur des Filmkunstwerks. Henschelverlag Kunst und Gesellschaft, Berlin (Ost) 1986, ISBN 3-362-00018-5.
- Mitsuhiro Yoshimoto: Kurosawa: Film Studies and Japanese Cinema. Duke University Press, 2000, ISBN 0-8223-2519-5, S. 182–190.

### Artikel
- David Boyd: Rashomon – From Akutagawa to Kurosawa. In: Literature/Film Quarterly. Nr. 3, 1987.
- Karl Korn: Rashomon, ein japanischer Film. In: Frankfurter Allgemeine Zeitung. 6. Mai 1953.
- Philipp Bühler: Rashomon. Bundeszentrale für politische Bildung, Dossier – Der Kanon, 14. April 2010
- Keiko McDonald: Light and Darkness in Rashomon. In: Literature/Film Quarterly. Nr. 2, 1982.

## Ausgaben
- Rashomon Regie: Akira Kurosawa [Mit Toshiro Mifune u. a., Japan 1950, SW-Film, 83 Minuten, DVD & Blu-ray], trigon-film, Ennetbaden 2015, (restaurierte Fassung in HD, Original mit d UT und Bonusfilm), FSK ab 16 freigegeben.